# Vojislav Stojanović
Vojislav Stojanović (in serbo Војислав Стојановић?; Belgrado, 14 aprile 1997) è un cestista serbo di formazione italiana.

## Carriera
Prodotto del vivaio della Stella Rossa, esordisce nel 2013-14 con la squadra belgradese nella Lega Adriatica e nel campionato serbo. Nella stagione 2014-15 passa nel secondo campionato serbo per trovare spazio al FMP Belgrado, dove disputa 22 gare con 6,5 punti di media. Nel 2015 firma un contratto triennale con l'Orlandina Basket poi rinnovato fino al 2020. Nelle tre stagioni in Serie A con i siciliani, Stojanović viaggia rispettivamente a 5,2, 8,6 e 11,2 punti di media. 
Il 2 agosto 2018 viene ceduto all'Auxilium Torino con cui firma un contratto triennale. Non trovando spazio a Torino, nel novembre successivo viene ingaggiato dalla Vanoli Cremona. Il 17 febbraio 2019 la squadra lombarda vince la prima Coppa Italia della propria storia, con il giocatore serbo che segna 2 punti in 21 minuti nella finale vinta su Brindisi. In campionato, invece, Stojanović chiude la regular season con 8 punti di media, poi scesi a 5,7 nelle 9 gare dei play-off scudetto. Il suo apporto nel corso della regular season dell'anno seguente è invece di 7,7 punti a partita in 21,5 minuti di utilizzo medio.
Il 30 aprile 2021, dopo quasi un mese di allenamenti con la squadra, viene presentato dalla Fortitudo Bologna in sostituzione dell'infortunato Wesley Saunders. Con i biancoblu gioca solo una partita, quella persa a Trieste il 10 maggio seguente, valida per l'ultima giornata (8 punti in 29 minuti per lui).
In vista della stagione 2021-2022 scende per la prima volta nel campionato di Serie A2, ingaggiato dalla Pallacanestro Mantovana. In 24 partite tra regular season e fase a orologio realizza 17,0 punti a partita, diventati 16,0 nelle due gare dei play-off. Continua a giocare in A2 anche nella stagione successiva, avendo firmato nell'agosto 2022 con la Pallacanestro Nardò.

## Palmarès
- Coppa di Serbia: 1

Stella Rossa Belgrado: 2014
- Coppa Italia: 1

Cremona: 2019